# صدقة السر
صدقة السر هي: ما يفعل من الخير، في الخفاء، والمقصود إخفاء التصدق بالمال، وعدم إعلانه عند التصدق، وقد ورد في ذلك قول الله تعالى: ﴿إِنْ تُبْدُوا الصَّدَقَاتِ فَنِعِمَّا هِيَ وَإِنْ تُخْفُوهَا وَتُؤْتُوهَا الْفُقَرَاءَ فَهُوَ خَيْرٌ لَكُمْ وَيُكَفِّرُ عَنْكُمْ مِنْ سَيِّئَاتِكُمْ وَاللَّهُ بِمَا تَعْمَلُونَ خَبِيرٌ ۝٢٧١﴾ [البقرة:271]. والصدقة تشمل: صدقة الفرض وصدقة النفل.
ومعنى الآية: أن إظهار الصدقة أفضل من إخفائها، وقد ذكر أكثر العلماء أن هذا محمول على: (إيتاء الزكاة)، أي: التصدق بالصدقة الواجبة، فإبداؤها أي: إظهارها وأداؤها علنا؛ أفضل من أدائها سرا؛ لأنه إقامة فرض من فروض الدين، ولئلا يتهم المزكي بمنع الزكاة، وربما يطالب بها بعد إخراجها سرا، كما أن في إعلانه وإظهاره للزكاة ظهور برآءة الذمة، ومجانبة الوقوع في الشبهة، وفي الحديث: «فمن اتقى الشبهات؛ فقد استبرء لدينه وعرضه».
وإخفاء الصدقة خير من إعلانها، وهو محمول على صدقة التطوع، وذلك أن فعل الخير في الخفاء من علامات الإخلاص في العمل، ويكون أقرب للقبول عند الله، والإسرار بالعمل الصالح أفضل من العلانية، من حيث كونه عبادة فيما بين العبد وربه، لكن الجهر أفضل من فيما يتعلق بشعائر الدين، من حيث أنه يطلب الجهر بالأذان مثلا، وبإقامة الجماعة، وتأدية الفرض.

## تعريف الصدقة
الصدقة في اللغة: ما يتصدق به من مال، والصدقة المفروضة هي: (الزكاة)، وغير المفروضة هي: (صدقة التطوع)، وتكون الصدقة بغير المال، وفي الحديث: «عن أبي ذر أن ناسا من أصحاب النبي صلى الله عليه وسلم قالوا للنبي صلى الله عليه وسلم يا رسول الله ذهب أهل الدثور بالأجور يصلون كما نصلي ويصومون كما نصوم ويتصدقون بفضول أموالهم قال أو ليس قد جعل الله لكم ما تصدقون إن بكل تسبيحة صدقة وكل تكبيرة صدقة وكل تحميدة صدقة وكل تهليلة صدقة وأمر بالمعروف صدقة ونهي عن منكر صدقة وفي بضع أحدكم صدقة قالوا يا رسول الله أيأتي أحدنا شهوته ويكون له فيها أجر قال أرأيتم لو وضعها في حرام أكان عليه فيها وزر فكذلك إذا وضعها في الحلال كان له أجرا».
والصدقة بالمعنى الشرعي هي: «المال المؤدى»، وتشمل: الزكاة أي: الواجبة، وصدقة التطوع

## حكم إخفاء الصدقة
قال تعالى: ﴿إِنْ تُبْدُوا الصَّدَقَاتِ فَنِعِمَّا هِيَ وَإِنْ تُخْفُوهَا وَتُؤْتُوهَا الْفُقَرَاءَ فَهُوَ خَيْرٌ لَكُمْ وَيُكَفِّرُ عَنْكُمْ مِنْ سَيِّئَاتِكُمْ وَاللَّهُ بِمَا تَعْمَلُونَ خَبِيرٌ ۝٢٧١﴾ [البقرة:271]
قال أبو جعفر: يعني بقوله جل ثناؤه: ﴿إن تبدوا الصدقات﴾ إن تعلنوا الصدقات فتعطوها من تصدقتم بها عليه «فنعما هي» يقول: فنعم الشيء هي ﴿وإن تخفوها﴾ يقول: وإن تستروها فلم تعلنوها ﴿وتؤتوها الفقراء﴾ يعني: وتعطوها الفقراء في السر ﴿فهو خير لكم﴾ يقول: فإخفاؤكم إياها خير لكم من إعلانها، وذلك في صدقة التطوع.
كما ذكر الطبري بسنده عن قتادة: «كل مقبول إذا كانت النية صادقة، وصدقة السر أفضل. وذكر لنا أن الصدقة تطفئ الخطيئة كما يطفئ الماء النار».
«عن معاوية، عن علي، عن ابن عباس قوله: ﴿إن تبدوا الصدقات فنعما هي وإن تخفوها وتؤتوها الفقراء فهو خير لكم﴾، فجعل الله صدقة السر في التطوع تفضل علانيتها بسبعين ضعفا، وجعل صدقة الفريضة علانيتها أفضل من سرها، يقال بخمسة وعشرين ضعفا، وكذلك جميع الفرائض والنوافل في الأشياء كلها». وروى بسنده عن سفيان قال: يقول: «هو سوى الزكاة».
وقال آخرون: إنما عنى الله عز وجل بقوله: ﴿إن تبدوا الصدقات فنعما هي﴾: إن تبدوا الصدقات على أهل الكتابين من اليهود والنصارى فنعما هي، وإن تخفوها وتؤتوها فقراءهم فهو خير لكم، قالوا: وأما ما أعطى فقراء المسلمين من زكاة وصدقة تطوع فإخفاؤه أفضل من علانيته.
وعن يزيد بن أبي حبيب يقول: إنما نزلت هذه الآية: ﴿إن تبدوا الصدقات فنعما هي﴾: في الصدقة على اليهود والنصارى.
«كان يزيد بن أبي حبيب يأمر بقسم الزكاة في السر قال عبد الله: أحب أن تعطى في العلانية يعني الزكاة».
«قال أبو جعفر: ولم يخصص الله من قوله: ﴿إن تبدوا الصدقات فنعما هي﴾ (شيئا دون شيء)، فذلك على العموم إلا ما كان من زكاة واجبة، فإن الواجب من الفرائض قد أجمع الجميع على أن الفضل في إعلانه وإظهاره سوى الزكاة التي ذكرنا اختلاف المختلفين فيها مع إجماع جميعهم على أنها واجبة، فحكمها في أن الفضل في أدائها علانية، حكم سائر الفرائض غيرها».
قال ابن عباس في الآية: «جعل الله تعالى صدقة السر في التطوع تفضل صدقة العلانية بسبعين ضعفا، وجعل صدقة العلانية في الفرض تفضل صدقة السر بخمسة وعشرين ضعفا».
وإظهار صدقة الفرض أفضل، وإخفاء صدقة التطوع أفضل، كما صرح القرآن بذلك، لكن هذا محمول على الغالب، فقد يختلف الحكم باختلاف الأحوال، وليس في تفضيل السر أو الإعلان بالصدقة حديث صحيح، يعول عليه، ولكنه الإجماع الثابت.
«والتحقيق فيه أن الحال في الصدقة تختلف بحال المعطي لها والمعطى إياها، والناس الشاهدين لها. وأما المعطي فله فائدة إظهار السنة وثواب القدرة، وآفتها الرياء والمن والأذى، وأما المعطى إياها فإن السر أسلم له من احتقار الناس له أو نسبته إلى أنه أخذها مع الغنى عنها وترك التعفف. وأما حال الناس فالسر عنهم أفضل من العلانية لهم، من جهة أنهم ربما طعنوا على المعطي لها بالرياء، وعلى الآخذ لها بالاستثناء؛ ولهم فيها تحريك القلوب إلى الصدقة لكن هذا اليوم قليل».

## فضل صدقة السر
للصدقة في السر فضيلة، للمتصدق في الخفاء، وقد ورد في الحديث: «سبعة يظلهم الله تحت ظل عرشه يوم لا ظل إلا ظله». ومن هؤلاء السبعة: «ورجل تصدق بصدقة فأخفاها حتى لا تعلم شماله ما أنفقت يمينه». الحديث: «عن أبي هريرة عن النبي صلى الله عليه وسلم قال سبعة يظلهم الله في ظله يوم لا ظل إلا ظله الإمام العادل وشاب نشأ بعبادة الله ورجل قلبه معلق في المساجد ورجلان تحابا في الله اجتمعا عليه وتفرقا عليه ورجل دعته امرأة ذات منصب وجمال فقال إني أخاف الله ورجل تصدق بصدقة فأخفاها حتى لا تعلم يمينه ما تنفق شماله ورجل ذكر الله خاليا ففاضت عيناه».
كما أن في إخفاء الصدقة خير للمتصدق، لقول الله تعالى: ﴿وإن تخفوها وتؤتوها الفقراء فهو خير لكم﴾. وفي الحديث: «عن عبد الله بن مسعود رضي الله عنه أن رسول الله صلى الله عليه وسلم قال : «صلة الرحم تزيد في العمر، وصدقة السر تطفئ غضب الرب، وصنائع المعروف تقي مصارع السوء»»